# San Lorenzo (La Vega)
San Lorenzo (llamada oficialmente San Lourenzo) es una parroquia y un lugar del municipio español de La Vega, en la provincia de Orense, Galicia.

## Organización territorial
La parroquia está formada por una entidad de población:
- San Lorenzo (San Lourenzo)

## Demografía
Gráfica demográfica del lugar y parroquia de San Lorenzo según el INE español:
| Gráfica de evolución demográfica de San Lorenzo entre 2000 y 2023 |
|                                                                   |
| Datos según el nomenclátor publicado por el INE.                  |